# Айс Тайм
Ассоциация «Айс Тайм» была создана в 2005 году с целью развития олимпийских зимних видов спорта в
Израиле. «Айс Тайм» занимается общественной и организационной деятельностью в области спорта, созданием и проведением соревнований между командами Израиля и
других стран, строением и развитием спортивных комплексов.
Хоккейный клуб «Айс Тайм» Герцлия(англ. Ice Time Herzliya) — команда по хоккею с шайбой из города Герцлия. Основан в 2008 году.

## История
В 2008 году была создана новая хоккейная команда «Айс Тайм» Герцлия, выигравшая чемпионат Израиля в сезоне 2008/2009. 
В сентябре 2009 года команда приняла участие в Континентальном кубке.
В течение 2008 года было открыто отделение общества на севере страны в городе Нагария. В апреле 2009 года детская команда, составленная из хоккеистов Нагарии и Маалота участвовала в международном турнире Volvo Cup (сейчас называется Riga Cup) в возрастной категории до 12-и лет, который проходил в столице Латвии Рига. Команда «Айс Тайм»
разделила 8-10 места с хоккеистами из Нидерландов и Великобритании.
Также к обществу была присоединена Иерусалимская команда по хоккею на роликах, которая состоит в профессиональной лиге.
В сезоне 2012/2013 израильская лига была расширена до двух дивизионов, Высшего и Национального и команда «Айс Тайм» Герцлия начала выступать в Национальном дивизионе. В сезоне 2013/2014 команда играла в следующем составе
- Вратари: Аркадий Черняк
- Защитники: Михаэль Кадинский, Амит Соломон, Борис Ицкович, Ури Иссман, Николай Пархоменко, Ури Шварцборд, Александр Медведев, Владислав Носанков
- Нападающие: Александр Ливерант, Александр Меерзон, Антон Пульман, Евгений Хижняков, Иван Маклаков, Марэк Лебедев, Сергей Рыбин, Валерий Малюжич, Дмитрий Маргулис.

С сезона 2014/2015 команда из Герцлии, из-за финансовых проблем, не принимает участие в чемпионате.

## Статистика выступлений в чемпионате Израиля
| Сезон     | Место в турнире | Место в Плей-Офф | Дивизион            |
| --------- | --------------- | ---------------- | ------------------- |
| 2008/2009 | 2               |                  |                     |
| 2009/2010 | 3               |                  |                     |
| 2010/2011 | 5               |                  |                     |
| 2011/2012 | 7               |                  |                     |
| 2012/2013 | 2               |                  | Национальный        |
| 2013/2014 | 4               |                  |                     |
| 2014/2015 |                 |                  | Не принимал участия |

## Результаты выступления в ИзХЛ
И — количество проведенных игр, В — выигрыши в основное время, ВО — выигрыши в овертайме/по буллитам, Н - ничьи, ПО — проигрыши в овертайме/по буллитам, П — проигрыши в основное время, О — количество набранных очков, РШ — разница забитых и пропущенных шайб, РС — место по результатам регулярного сезона, ФЭ — место по результатам финального этапа, Д — дивизион

### 2009
- Матчи плей-офф разыгрывались с 1/4 Финала.
- С сезона 2008/2009 за победу начали начислять 3 очка и были упразднены ничейные результаты.

| Сезон | И | В | ВО | ПО | П | ШЗ | ШП | РШ  | О  | РС | 1/4 финала | 1/4 финала | 1/2 финала | 1/2 финала | Финал    | Финал     | Место |
| Сезон | И | В | ВО | ПО | П | ШЗ | ШП | РШ  | О  | РС | Соперник   | Результат  | Соперник   | Результат  | Соперник | Результат | Место |
| ----- | - | - | -- | -- | - | -- | -- | --- | -- | -- | ---------- | ---------- | ---------- | ---------- | -------- | --------- | ----- |
| 2009  | 7 | 6 | 0  | 1  | 0 | 61 | 5  | +56 | 19 | 2  | Хоукс      | 7 : 2      | Метула     | 8 : 2      | Монфорт  | 6 : 1     |       |

### 2010—2015
В таблице указаны отдельно результаты регулярного сезона и финального этапа (без учёта игр предыдущего этапа, в отличие от турнирной таблицы, где подсчёт очков ведётся с учётом игр регулярного сезона).
| Сезон | И     | В    | ВО   | ПО   | П    | ШЗ      | ШП     | РШ        | О    | РС ФЭ | Матч за 3-е место | Матч за 3-е место | Финал    | Финал     | Место | Дивизион     |
| Сезон | И     | В    | ВО   | ПО   | П    | ШЗ      | ШП     | РШ        | О    | РС ФЭ | Соперник          | Результат         | Соперник | Результат | Место | Дивизион     |
| ----- | ----- | ---- | ---- | ---- | ---- | ------- | ------ | --------- | ---- | ----- | ----------------- | ----------------- | -------- | --------- | ----- | ------------ |
| 2010  | 7 310 | 5 16 | 1 01 | 1 01 | 0 2  | 38 745  | 7 1017 | +31 -3+28 | 18 3 | 1 3   | ХК Метула         | 7 : 1             |          |           |       |              |
| 2011  | 7 310 | 3 6  | 0    | 0    | 4 04 | 28 2048 | 29 332 | -1 +17+16 | 9    | 6 5   |                   |                   |          |           | 5     |              |
| 2012  | 9     | 2    | 0    | 0    | 7    | 35      | 39     | -4        | 6    | 7     |                   |                   |          |           | 7     |              |
| 2013  | 7     | 5    | 0    | 0    | 2    | 39      | 35     | +4        | 15   | 2     |                   |                   |          |           | 2     | Национальный |
| 2014  | 8     | 5    | 0    | 1    | 2    | 57      | 36     | +21       | 16   | 4     |                   |                   |          |           | 4     |              |

## Международные соревнования
Команда «Айс Тайм» участвовала в Континентальном кубке сезона 2009/2010

### Группа А
Анкара 
|    | Команда                  | И | В | ВО | ПО | П | ШЗ | ШП | +/- | Очки |
| -- | ------------------------ | - | - | -- | -- | - | -- | -- | --- | ---- |
| 1. | Барселона                | 3 | 3 | 0  | 0  | 0 | 30 | 3  | +27 | 9    |
| 2. | Славия (София)           | 3 | 2 | 0  | 0  | 1 | 19 | 8  | +11 | 6    |
| 3. | Полиc Академиси (Анкара) | 3 | 1 | 0  | 0  | 2 | 12 | 23 | −11 | 3    |
| 4. | Айс Тайм (Герцлия)       | 3 | 0 | 0  | 0  | 3 | 6  | 33 | −27 | 0    |

25 сентября 2009

Полиc Академиси 3:7 (2:2, 0:0, 1:5) Славия

Барселона 14:1 (6:0, 5:1, 3:0) Айс Тайм
26 сентября 2009

Айс Тайм 3:8 (0:2, 0:4, 3:2) Полиc Академиси

Славия 1:3 (0:1, 0:2, 1:0) Барселона
27 сентября 2009

Славия 11:2 (4:1, 3:0, 4:1) Айс Тайм

Полиc Академиси 1:13 (0:4, 0:2, 1:7) Барселона

## Известные спортсмены
- Иван Маклаков[4]
- Марк Лебедев[5]
- Евгений Кижняков[6]